# Henry Herbert, 9:e earl av Pembroke

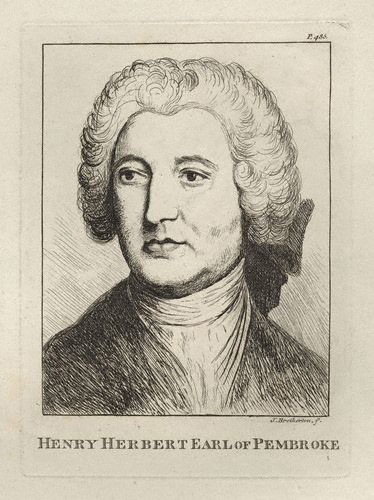
Earlen av Pembroke.

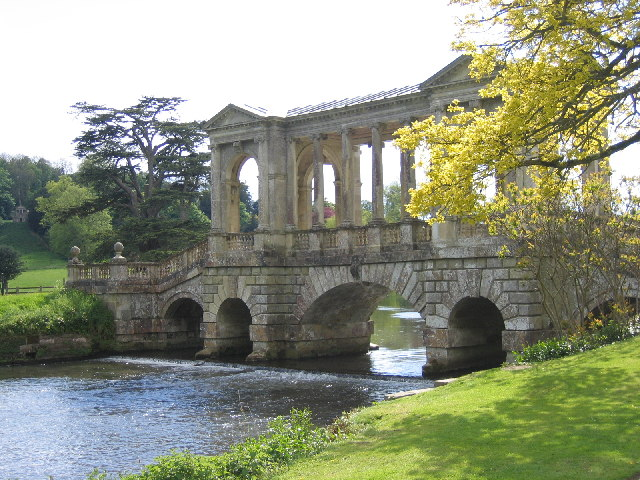
Den palladianska bron

Henry Herbert, 9:e earl av Pembroke, 6:e earl av Montgomery PC FRS, född 29 januari 1693, avliden 9 januari 1750, var arvinge och äldste son till Thomas Herbert och hans första fru Margaret. Han kallades Lord Herbert från födelsen till dess att han ärvde faderns titlar som earl av Pembroke och Montgomery efter dennes död 1733.  
Han studerade vid Christ Church, Oxford från 1705 i en miljö av klassicistisk arkitektur och for sedan på en grand tour 1712, vid vilken han mötte bland andra lord Shaftesbury i Neapel och William Kent i Rom och även besökte Venedig).  
Han stod Georg II nära redan under dennes tid som prins av Wales. Han tjänstgjorde vid dennes hov, men gjorde även en militär karriär. Även om han utövade stort lokalt inflytande spelade han däremot ingen större roll i rikspolitiken. MEllan åren 1735 till 1750 var han Groom of the Stole.
Han delade sin faders antikvariska intressen (han lät Andrew Fountaine övervaka katalogiseringen av faderns samlingar), men uttryckte dem genom arkitektur snarare än genom samlande. Meningarna om hans gåvor på området går isär — Horace Walpole höll före att ingen hade renare smak än han medan Sarah Churchill ansåg att hans talang var att göra dåliga efterapningar av det som inte var värt att kopiera i Inigo Jones och Palladios byggnader.  
Som en av "arkitektearlerna" (den mest kände var Richard Boyle, 3:e earl av Burlington), samarbetade han med Roger Morris i utformningen av Marble Hill House (1724–29), White Lodge (1727–28) och den palladianska bron över den lilla floden Nadder vid Wilton House (1736–37).  Hans design av Marble Hill House inspirerades av Colen Campbells för Pembroke House, som han hade beställt 1723 och som Morris hade fullbordat följande år.  
I sitt äktenskap med Mary FitzWilliam (äldsta dottern till Richard FitzWilliam, 5:e viscount FitzWilliam), vilket ingicks den 28 augusti 1733, hade han ett enda barn, Henry, som ärvde faderns titlar och egendomar.